# Fiat-Ansaldo A.120
Pour les articles homonymes, voir Ansaldo (homonymie).
Le Fiat Ansaldo A.120 est un avion monoplan monomoteur produit par le constructeur aéronautique italien Fiat Aviazione à partir de 1925.

## Histoire
Le projet d'origine était le modèle Ansaldo A.120 créé au sein de Ansaldo Aeronautica, la division aéronautique de la société Ansaldo de Gènes. À la suite du rachat de cette division par le groupe Fiat et son intégration dans la filiale Fiat Aviazione en 1926, l'avion sera fabriqué et commercialisé sous la marque Fiat-Ansaldo.
Cet avion militaire de reconnaissance aérienne, simple et fonctionnel, a obtenu un bon succès auprès de la Regia Aeronautica ainsi que des aviations militaires d'Autriche et de Lituanie.

## Conception
L'A.120 conserve l'apparence générale conventionnelle des avions de l'époque : monoplan monomoteur biplace à aile haute avec un train d'atterrissage fixe.
Le fuselage est de section rectangulaire, avec une structure en tubes d'acier soudés et recouverte d'une toile peinte. La cabine de pilotage ouverte comporte deux places en tandem, la place avant pour le pilote et la place arrière pour l'observateur avec l'accès aux mitrailleuses de défense. L'appareil se termine avec un empennage à mono dérive classique.
Le train d'atterrissage était fixe, très simple, monté sur une structure tubulaire avec un amortisseur sous le fuselage, avec des roues de grand diamètre reliées par un essieu rigide et un patin sur amortisseur à l'arrière.
Dans la version de série, la propulsion était assurée par un moteur Fiat A.22T, 12 cylindres en V à refroidissement liquide capable de fournir  une puissance de 550 ch (405 kW), placé à l'avant sous un capot métallique et couplé à une hélice à deux pales à pas fixe.
L'armement comportait une ou deux mitrailleuses de 7,7 mm à l'avant plus une troisième de même calibre, montée sur un support pivotant à l'arrière.

## Les différentes versions
- A.120 : premier prototype, équipé d'un moteur Lorraine 12Dd (en) de 400 ch. 2 modèles ont été construits,
- A.120bis' : second prototype avec une version améliorée, équipé d'un moteur Fiat A.20 de 400 ch,
- A.120 Ady : version pour la production en série équipée d'un moteur Fiat A.22, fabriqué à 57 exemplaires,
- A.120R : version modifiée sur prescriptions de l'aviation militaire autrichienne comportant quelques modifications sur le refroidissement du moteur avec l'ajout d'un radiateur. 6 exemplaires ont été fabriqués.

Selon la tradition du groupe Fiat, aucune information sur le volume des ventes d'équipements militaires à l'étranger ne sont publiées. Selon les archives de l'armée autrichienne, 2 avions A.120 Ady lui ont été livrés ainsi que 12 à la Lituanie. La Lituanie est le dernier pays à avoir retiré du service ses appareils en 1940 après que l'armée soviétique a annexé la Lituanie.
Il est certain qu'au moins 77 unités ont été construites.

## Utilisateurs

### Autriche
- Heimwehr Flieger Korps

### Italie (1861-1946)
- Regia Aeronautica

### Lituanie
- Karinės oro pajėgos